# Municipio de Ada (Míchigan)
El municipio de Ada (en inglés: Ada Township) es un municipio ubicado en el condado de Kent en el estado estadounidense de Míchigan. En el año 2010 tenía una población de 13142 habitantes y una densidad poblacional de 136,72 personas por km².En Ada se encuentra la sede de las empresas de Alticor y de sus compañías subsidiarias, Quixtar y Amway.

## Geografía
El municipio de Ada se encuentra ubicado en las coordenadas 42°58′57″N 85°29′8″O / 42.98250, -85.48556. Según la Oficina del Censo de los Estados Unidos, el municipio tiene una superficie total de 96.12 km², de la cual 93.33 km² corresponden a tierra firme y (2.9%) 2.79 km² es agua.

## Demografía
Según el censo de 2010, había 13142 personas residiendo en el municipio de Ada. La densidad de población era de 136,72 hab./km². De los 13142 habitantes, el municipio de Ada estaba compuesto por el 93.3% blancos, el 0.98% eran afroamericanos, el 0.2% eran amerindios, el 3.64% eran asiáticos, el 0.01% eran isleños del Pacífico, el 0.32% eran de otras razas y el 1.55% pertenecían a dos o más razas. Del total de la población el 1.71% eran hispanos o latinos de cualquier raza.